# خولیو الگار
خولیو الگار (انگلیسی: Julio Algar؛ زادهٔ ۱۶ اکتبر ۱۹۶۹) بازیکن فوتبال اهل اسپانیا است.
از باشگاه‌هایی که در آن بازی کرده‌است می‌توان به باشگاه فوتبال رئال مورسیا اشاره کرد.